# インティカブ
インティカブ (Intikhab) とはアメリカ合衆国で生産された競走馬、種牡馬。

## 経歴
競走馬時代は主にマイル競走で活躍し、2歳時の1996年と3歳時の1997年はデヴィット・モーリー厩舎に所属していた。
4歳時の1998年より、アラブ首長国連邦のサイード・ビン・スルール厩舎に転厩した。転厩2戦目となったドバイデューティーフリーで2着となり、初の重賞競走挑戦となった次走ダイオメドステークスを制して、重賞競走初勝利を挙げた。続くクイーンアンステークスでは、2着となったアマングメンに8馬身差をつけて勝利した。クイーンアンステークス後はジャック・ル・マロワ賞でタイキシャトルとの対戦が予定されていたが、怪我のため出走を回避している。その後療養を経て、1999年のロッキンジステークスで実戦復帰を果たしたが4着という結果に終わり、この競走を最後に競走馬を引退した。この年の国際クラシフィケイションは130ポンドで、オーサムアゲインと同値という高い評価を得た。

## 引退後
2000年よりアイルランドのデリンズタウンスタッドで種牡馬入りし、スノーフェアリー、パイタといったG1馬を送り出した。産駒には牝馬の活躍馬が多く、「フィリーサイアー」の一頭に数えられている。種牡馬生活から引退して間もない2016年5月22日に22歳で死去した。

### 主な産駒
- 2002年産
  - Paita / パイタ（2004年クリテリウムドサンクルー）
- 2003年産
  - Red Evie / レッドエヴィー（2006年アイルランドメイトロンステークス、2007年ロッキンジステークス）
- 2007年産
  - Snow Fairy / スノーフェアリー（2010年エプソムオークス、アイリッシュオークス、エリザベス女王杯、香港カップ、2011年エリザベス女王杯、愛チャンピオンS）

## 母の父として
- 2007年産
  - Igugu / イググ：父Galileo（2010年南アフリカ牝馬三冠、2011年ウーラヴィントン2000、ダーバンジュライ）
- 2008年産
  - Gordon Lord Byron / ゴードンロードバイロン：父Byron（2012年フォレ賞）
- 2012年産
  - Found / ファウンド：父Galileo (2014年マルセルブサック賞、2015年ブリーダーズカップ・ターフ、2016年凱旋門賞)
  - サトノラーゼン：父ディープインパクト（2015年京都新聞杯）
- 2014年産
  - サトノクロニクル：父ハーツクライ（2015年チャレンジカップ）
- 2015年産
  - ダノンプレミアム：父ディープインパクト（2017年朝日杯フューチュリティステークス[4]、サウジアラビアロイヤルカップ[5]）

## 血統表
| インティカブの血統          | インティカブの血統                   | インティカブの血統                   | （血統表の出典）                     | （血統表の出典） |
| 父系                        | ロベルト系                           | ロベルト系                           | ロベルト系                           | [ § 2 ]          |
| 父 Red Ransom 1987 鹿毛     | 父の父Roberto 1969 鹿毛              | Hail to Reason                       | Turn-to                              | Turn-to          |
| 父 Red Ransom 1987 鹿毛     | 父の父Roberto 1969 鹿毛              | Hail to Reason                       | Nothirdchance                        |                  |
| 父 Red Ransom 1987 鹿毛     | 父の父Roberto 1969 鹿毛              | Bramalea                             | Nashua                               | Nashua           |
| 父 Red Ransom 1987 鹿毛     | 父の父Roberto 1969 鹿毛              | Bramalea                             | Rarelea                              |                  |
| 父 Red Ransom 1987 鹿毛     | 父の母*アラビアII Arabia 1977 鹿毛   | Damascus                             | Sword Dancer                         | Sword Dancer     |
| 父 Red Ransom 1987 鹿毛     | 父の母*アラビアII Arabia 1977 鹿毛   | Damascus                             | Kerala                               |                  |
| 父 Red Ransom 1987 鹿毛     | 父の母*アラビアII Arabia 1977 鹿毛   | Christmas Wind                       | Nearctic                             | Nearctic         |
| 父 Red Ransom 1987 鹿毛     | 父の母*アラビアII Arabia 1977 鹿毛   | Christmas Wind                       | Bally Free                           |                  |
| 母 Crafty Example 1987 栗毛 | 母の父Crafty Prospector 1979 栗毛    | Mr. Prospector                       | Raise A Native                       | Raise A Native   |
| 母 Crafty Example 1987 栗毛 | 母の父Crafty Prospector 1979 栗毛    | Mr. Prospector                       | Gold Digger                          |                  |
| 母 Crafty Example 1987 栗毛 | 母の父Crafty Prospector 1979 栗毛    | Real Crafty Lady                     | In Reality                           | In Reality       |
| 母 Crafty Example 1987 栗毛 | 母の父Crafty Prospector 1979 栗毛    | Real Crafty Lady                     | Princess Roycraft                    |                  |
| 母 Crafty Example 1987 栗毛 | 母の母Zienelle 1983 鹿毛             | Danzig                               | Northern Dancer                      | Northern Dancer  |
| 母 Crafty Example 1987 栗毛 | 母の母Zienelle 1983 鹿毛             | Danzig                               | Pas de Nom                           |                  |
| 母 Crafty Example 1987 栗毛 | 母の母Zienelle 1983 鹿毛             | Past Example                         | Buckpasser                           | Buckpasser       |
| 母 Crafty Example 1987 栗毛 | 母の母Zienelle 1983 鹿毛             | Past Example                         | Bold Example                         |                  |
| 母系(F-No.)                 | (FN:8-h)                             | (FN:8-h)                             | (FN:8-h)                             | [ § 3 ]          |
| 5代内の近親交配             | Nearctic 4×5=9.38%、Nashua 4×5=9.38% | Nearctic 4×5=9.38%、Nashua 4×5=9.38% | Nearctic 4×5=9.38%、Nashua 4×5=9.38% | [ § 4 ]          |
| 出典                        | 1. 2. 3. 4.                          | 1. 2. 3. 4.                          | 1. 2. 3. 4.                          | 1. 2. 3. 4.      |